# 트루부리고래
트루부리고래(Mesoplodon mirus)는 부리고래과 이빨부리고래속에 속하는 보통 크기의 고래이다. 이 고래의 이름은 미국국립박물관(현재의 스미스소미언박물관) 관장이었던 트루(Frederick W. True)의 이름을 따서 지었다. 열대 지방을 제외한 대서양과 인도양에 서식하는 2개의 개체군이 존재하며, 이들을 별개의 아종으로 구분하기도 한다.

## 분류
이 종은 1912년 7월, 노스캐롤라이나주 보퍼트 항구의 버드 아일랜드 해안의 모래톱에 좌초한 암컷 고래를 통해 트루(Frederick W. True)가 1913년에 처음 기술했다.

## 같이 보기
- 고래류의 종 목록